# Dicranota (Ludicia) claripennis
Dicranota (Ludicia) claripennis is een tweevleugelige uit de familie Pediciidae. De soort komt voor in het Palearctisch gebied.